# Yokohama (galinha)

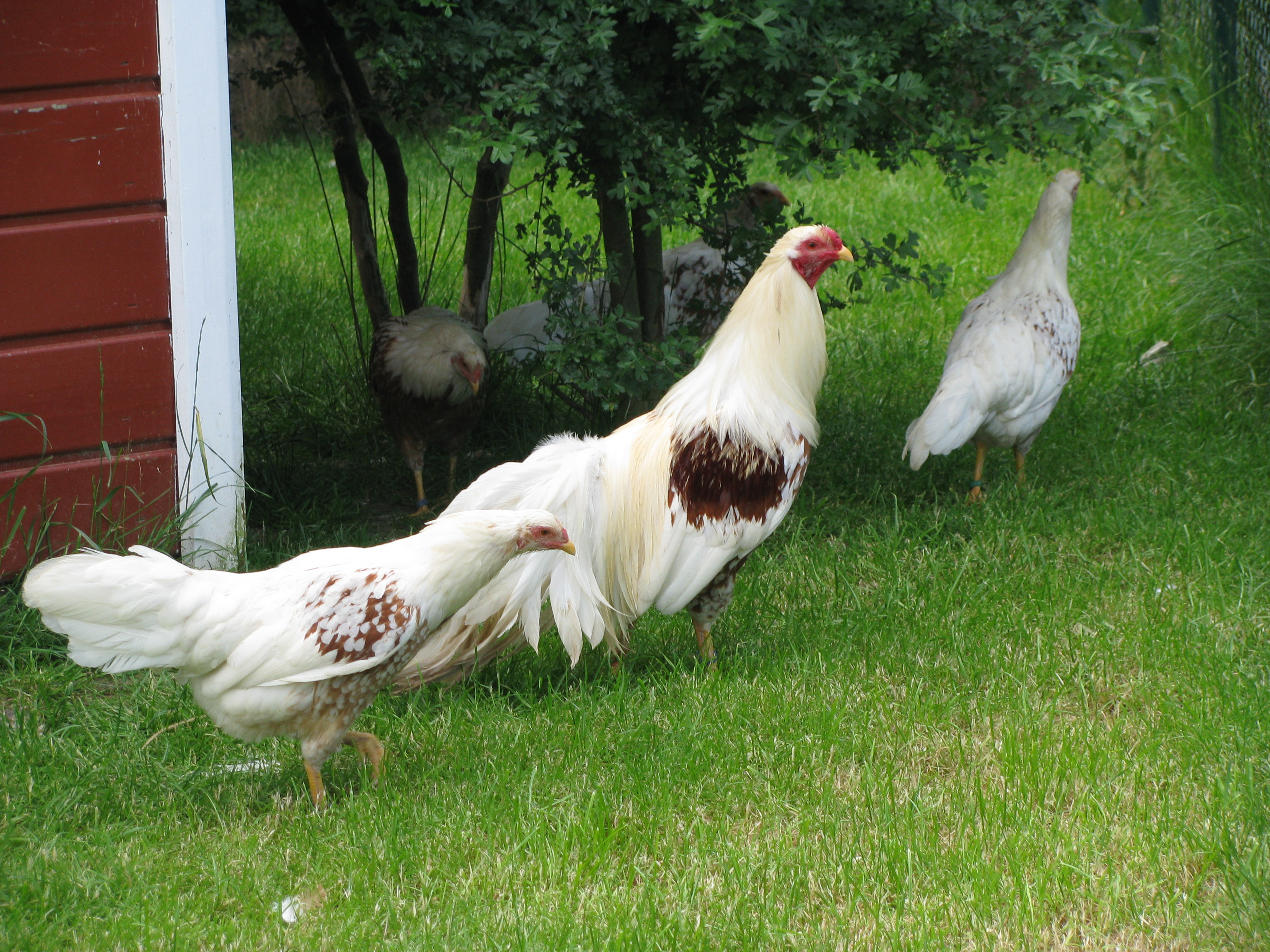
Galo e galinhas da raça yokohama

Yokohama é uma raça ornamental de galinha que tem o continente asiático como origem.

## História
Descendente da raça onagori e importada de Yokohama, cidade portuária no leste do Japão, a galinha yokohama foi mais desenvolvida na Alemanha durante o século XIX.

## Características
Com peso médio de 2 a 3,5 quilos, podem botar até 60 ovos por ano, de acordo com o criador paulista Frederico Chio. A elegância dessas galinhas vem, sobretudo, da longa cauda que possuem, herdada de seus ancestrais. Algumas mais parecem uma saia que se arrasta por onde a ave caminha. Em criatórios com boas condições de manejo, a cauda pode se estender por até três metros. Devido a esse aspecto físico, é importante que o viveiro seja dotado de poleiro alto e tenha o chão sempre limpo. Yokohama é uma raça de galinha criada normalmente para exposições e concursos.
Segundo outro criador de aves em São Paulo, João Germano de Almeida, a yokohama caracteriza-se pela plumagem nas cores vermelha e branca, mas existem exemplares com penas pretas, principalmente na cauda. A yokohama tem aparência semelhante à de outra raça japonesa, a phoenix, mais popular no mercado brasileiro.